# Жирятино (Костромская область)
Жирятино — деревня в Судиславском сельском поселении Судиславского района Костромской области России. 

## История
Согласно Спискам населенных мест Российской империи в 1872 году деревня относилась к 1 стану Костромского уезда Костромской губернии. В ней числилось 7 дворов, проживало 17 мужчин и 27 женщин.
Согласно переписи населения 1897 года в деревне проживало 109 человек (48 мужчин и 61 женщина).
Согласно Списку населенных мест Костромской губернии в 1907 году деревня относилась к Белореченской волости Костромского уезда Костромской губернии. По сведениям волостного правления за 1907 год в ней числилось 33 крестьянских двора и 181 житель. Основным занятием жителей была работа извозчиками и служ..

## Население
| 2008 | 2010 | 2014 |
| ---- | ---- | ---- |
| 0    | →0   | →0   |